# حركة تلنغانة
حركة تلنغانة هي الحركة التي تشير إلى إنشاء ولاية منفصلة في تلنغانة (تيلانغانا) عن ولاية أندرا برديش الموجودة مسبقًا في الهند. وشملت الولاية الجديدة الأجزاء الناطقة باللغة التيلوغوية في دولة حيدر آباد الأميرية السابقة، والتي اندمجت مع ولاية أندرا برديش في عام 1956، مما أدى إلى احتجاجات مولكي.
بعد عقود من الاحتجاجات والاضطرابات قررت الحكومة المركزية في ظل التحالف التقدمي المتحد تقسيم ولاية أندرا برديش القائمة، وفي 2 يونيو عام 2014 وافق مجلس الوزراء الاتحادي من جانب واحد على مشروع قانون إنشاء ولاية تلنغانة. واستمرت الحركة لما يقرب من 5 عقود، وكانت واحدة من أطول الحركات ديمومة في جنوب الهند. وفي 18 فبراير عام 2014 أقر لوك سابها (مجلس الشعب) مشروع القانون بتصويت صوتي. وفي وقت لاحق أقر راجيا سابها (مجلس الشيوخ) مشروع القانون بعد يومين في 20 فبراير. ووفقًا لمشروع القانون تكون حيدر آباد عاصمة تلنغانة، بينما تظل المدينة أيضًا عاصمة ما تبقى من ولاية أندرا برديش لمدة لا تزيد عن عشر سنوات. وفي الوقت الحاضر تعتبر حيدر آباد بحكم القانون العاصمة المشتركة. وفي 2 يونيو عام 2014 تأسست تلنغانة.

## التاريخ
في ديسمبر عام 1953 جرى تعيين لجنة إعادة تنظيم الولايات للتحضير لإنشاء ولايات على أسس لغوية. وأوصت اللجنة بناءً على طلب العامة بتقسيم ولاية حيدر آباد ودمج المنطقة الناطقة باللغة المراثية بولاية بومباي والمنطقة الناطقة باللغة الكنادية بولاية ميسور. وناقشت لجنة إعادة تنظيم الولايات إيجابيات وسلبيات اندماج منطقة تلنغانة الناطقة باللغة التيلوغوية بولاية حيدر آباد وولاية أندرا. وورد في الفقرة 374 من تقرير لجنة إعادة تنظيم الولايات أن «تأسيس فيشالاندرا هو نموذجي للعديد من الأفراد والهيئات العامة، في كل من أندرا وتلنغانة، التي ارتبطت به بشغف على مدى فترة طويلة من الزمن، وما لم تكن هناك أسباب قوية ضد ذلك، يستحق هذا الشعور الأخذ في عين الاعتبار». وبمناقشة قضية تلنغانة جاء في الفقرة 378 من تقرير لجنة إعادة تنظيم الولايات أن «أحد الأسباب الرئيسية لمعارضة تأسيس فيشالاندرا يبدو أيضًا أنه التخوف الذي يشعر به الأشخاص غير الحاصلين على تعليم كافٍ في تلنغانة من احتمال تشغيلهم واستغلالهم من قبل الأشخاص الأكثر تعلمًا من سكان المناطق الساحلية، والذين اجتاحهم سكان تاميل نادو مسبقًا». وأوصت لجنة إعادة تنظيم الولايات في تحليلها النهائي بعدم الاندماج الفوري. وجاء في الفقرة 386 أنه «بعد أخذ كل هذه العوامل في الاعتبار، توصلنا إلى استنتاجات مفادها أن ذلك سيكون في مصلحة ولاية أندرا وكذلك تلنغانة، إذا أصبحت منطقة تلنغانة الحالية ولاية منفصلة، والتي قد تُعرف باسم ولاية حيدر آباد مع أحكام لتوحيدها مع ولاية أندرا بعد الانتخابات العامة التي من المحتمل أن تعقد في عام 1961 أو نحو عام 1961 إذا أعرب المجلس التشريعي لما تبقى من ولاية حيدر آباد عن تأييده لمثل هذا التوحيد بأغلبية الثلثين».

## حجج تأسيس ولاية تلنغانة
كانت تلنغانة أكبر المناطق الثلاث في ولاية أندرا برديش، حيث تغطي 41.47% من إجمالي مساحتها. ويسكنها 40.54% من سكان الولاية. فيما يلي تفصيل عائدات ولاية أندرا برديش حسب المنطقة:
المصدر		النسبة المئوية لإجمالي الإيرادات
تلنغانة (من ضمنها حيدر آباد)	45.47%
تلنغانة (دون منطقة حيدر آباد، ولكن تتضمن أجزاء من مؤسسة بلدية حيدر آباد الكبرى في الضواحي)	8.30%
منطقة حيدر آباد	37.17%
أندرا الساحلية 	24.71%
ريالاسيما	8.90%
الحكومة المركزية 	19.86%
ملحوظة: الدخل الناتج عن عاصمة ولاية أندرا برديش السابقة يمثل مشكلة معقدة حيث يجري توليد الدخل من جميع المناطق. وقد تسبب هذا بالكثير من الارتباك في توزيع الدخل على مستوى المنطقة. وأيضًا بعد الانقسام تدفع الشركات حصتها من الضرائب إلى تلنغانة أو ولاية أندرا برديش الحالية اعتمادًا على المكان الذي تعمل فيه. وقبل الانقسام دفعت العديد من الشركات الضرائب إلى العاصمة حيدر آباد مقابل عملياتها في سيماندرا.
يستشهد أنصار ولاية تلنغانة المنفصلة بالظلم الملحوظ في توزيع المياه ومخصصات الميزانية والوظائف. وداخل ولاية أندرا برديش توجد 68.5% من منطقة مستجمعات نهر كريشنا و69% من منطقة مستجمعات نهر جودافاري في منطقة هضبة تلنغانة وتتدفق عبر الأجزاء الأخرى من الولاية إلى خليج البنغال. وتشكل تلنغانة والأجزاء غير الساحلية من ولايتي كارناتاكا وماهاراشترا هضبة الدكن (ديكان). ويذكر أنصار ولاية تلنغانة أيضًا أن 74.25% من مياه الري من خلال نظام القنوات في إطار مشاريع الري الكبرى تذهب إلى منطقة أندرا الساحلية، بينما تحصل تلنغانة على نسبة 18.20% فقط. ونسبة 7.55% المتبقية تذهب إلى منطقة ريالاسيما.
وفقًا للمجلد الثاني من قرار محكمة نزاع المياه في كريشنا «شكلت المنطقة التي نأخذها بعين الاعتبار للري جزءًا من ولاية حيدر آباد ولم يكن هناك تقسيم لتلك الولاية، كانت هناك فرص أفضل لسكان هذه المنطقة للحصول على مرافق الري في منطقة محبوب نجر. ونرى أنه لا ينبغي حرمان هذه المنطقة من فوائد الري بسبب إعادة تنظيم الولايات».
تتراوح حصة تمويل التعليم في تلنغانة من 9.86% في المدارس الابتدائية المدعومة من الحكومة إلى 37.85% في كليات الشهادات الحكومية. والأرقام المذكورة أعلاه تشمل النفقات في حيدر آباد. وعادة ما تكون مخصصات الميزانية لتلنغانة أقل من ثلث إجمالي ميزانية ولاية أندرا برديش. وهناك مزاعم بأنه في معظم السنوات لم يجري إنفاق الأموال المخصصة لتلنغانة. ومنذ عام 1956 أنشأت حكومة ولاية أندرا برديش 11 كلية طبية جديدة في الولاية. كان 8 منها في سيماندرا و3 فقط في تلنغانة. ولم يجري تعويض تلنغانة عن الفرص الضائعة بسبب الهجرة الداخلية لكثير من الطلاب إلى حيدر آباد من سيماندرا.
وفقًا للأستاذ جاياشانكار فإن 20% فقط من إجمالي موظفي الحكومة، وأقل من 10% من الموظفين في الأمانة، وأقل من 5% من رؤساء الأقسام في حكومة ولاية أندرا برديش هم من تلنغانة؛ والعمال من مناطق أخرى يشكلون الجزء الأكبر من العمالة. كما زعم أن تمثيل تلنغانة من رؤساء وزراء الولاية كان لمدة 6 سنوات ونصف فقط منذ أكثر من خمسة عقود من وجودها، مع عدم وجود رئيس وزراء من المنطقة في السلطة بشكل مستمر لأكثر من عامين ونصف. ووفقًا للجنة سريكريشنا حول تلنغانة، شغلت تلنغانة منصب رئيس الوزراء لمدة 10.5 سنوات بينما شغلت منطقة سيما أندرا ذلك المنصب لمدة 42 عامًا.
وفقًا لصندوق منحة المناطق المتأخرة 2009-2010، توجد 13 منطقة متأخرة في ولاية أندرا برديش: تسعة (جميعها باستثناء حيدر آباد) من تلنغانة والباقي من مناطق أخرى.
يشعر أنصار ولاية تلنغانة المنفصلة أن الاتفاقيات والخطط والتأكيدات من الهيئة التشريعية ولوك سابها على مدى الخمسين عامًا الماضية لم يجري احترامها، ونتيجة لذلك ظلت تلنغانة مهملة ومستغلة ومتخلفة. ويزعمون أن تجربة البقاء كولاية واحدة أثبتت أنها ممارسة غير مجدية وأن الانفصال هو الحل الأفضل.